# Carex nairii
Carex nairii là một loài thực vật có hoa trong họ Cói. Loài này được Ghildyal & U.C.Bhattach. mô tả khoa học đầu tiên năm 1986.